# Consono
Der Kammerchor Consono (auch CONSONO geschrieben) aus Köln ist ein deutscher Chor.
Der Chor wurde aus einem Vokalensemble unter der Leitung von Harald Jers gegründet und besteht heute als Kammerchor aus ca. 35 jungen Sängerinnen und Sängern.
Seit mehreren Jahren veranstaltet der Chor Konzerte mit selten aufgeführter Musik aus unterschiedlichen Epochen und Ländern. Besonderes Markenzeichen und Schwerpunkt des Ensembles ist die Erarbeitung interessanter und weitgehend unbekannter A-cappella-Literatur zeitgenössischer Komponisten und deren stilistisch authentische Aufführungsweise. Die Stimmbildung und Arbeit an einem epochenspezifischen Klang sind wesentliche Probenschwerpunkte.
Consono tritt auch durch Rundfunkaufnahmen und erfolgreiche Teilnahme an nationalen und internationalen Chorwettbewerben in Erscheinung: zuletzt durch einen ersten Preis beim Deutschen Chorwettbewerb in Kiel 2006, Gewinn der Leistungsstufe I („international hervorragend“) beim Internationalen Kammerchorwettbewerb Marktoberdorf 2007 und des Carl-Orff-Sonderpreises für die beste Uraufführung eines Chorwerkes, sowie erste Preise beim Internationalen Belgischen Chorwettbewerb 2007 in Maasmechelen.

## Auszeichnungen
(Auswahl)
- 2017: HARMONIE Festival 2017, Lindenholzhausen, Deutschland
  - 1. Preis und Goldmedaille in der Kategorie Gemischte Chöre/international
  - 1. Preis und Goldmedaille in der Kategorie Geistliche Chormusik/international[1]
  - Sonderpreis für die hervorragende Interpretation des Pflichtwerks Ave verum (Schronen)
  - Sonderpreis für herausragende Interpretation einer Komposition der Romantik Groß ist der Herr (Berger)

- 2012: IV Internationaler Harald Andersén Kammerchorwettbewerb für professionelle Chöre, Helsinki, Finnland
  - 3. Preis

- 2011: European Grand Prix for Choral Singing 2011 in Tolosa, Spanien
  - Finalist des European Grand Prix for Choral Singing 2011

- 2010: Internationaler Chorwettbewerb in Debrecen, Ungarn 2010
  - Gewinn des Grand Prix als Gewinner des Gesamtwettbewerbes[2]
  - 1. Preis in der Kategorie Gemischte Chőre
  - Sonderpreis für die beste Interpretation eines Stückes von F. Farcas
  - Sonderpreis für die beste Interpretation des Final-Pflichtstückes von L. Gyöngyösi

- 2009: Internationaler Chorwettbewerb in Gorizia, Italien 2009
  - Gewinn des Grand Prix Seghizzi 2009 als Gewinner des Gesamtwettbewerbes
  - 1. Preis und Gewinn des Großen Preises der Stadt Gorizia in der Kategorie Chormusik aus verschiedenen Epochen
  - 1. Preis in der Kategorie Musik des 19. Jahrhunderts
  - 1. Preis in der Kategorie Musik von 1900 bis heute

- 2008: Internationaler Chorwettbewerb in Cork, Irland 2008
  - 1. Preis und Gewinn der Fleischmann International Trophy

- 2007: Internationaler Belgischer Chorwettbewerb in Maasmechelen 2007
  - 1. Preis in der Kategorie der gemischten Chöre
  - Sonderpreis als bester Chor des Wettbewerbs
  - Sonderpreis für die beste Interpretation des Pflichtwerkes
  - Sonderpreis der Publikumswertung

- Internationaler Kammerchorwettbewerb in Marktoberdorf 2007
  - 2. Preis in der Leistungsstufe I – „international hervorragend“ in der Kategorie der gemischten Chöre
  - Sonderpreis für die beste Interpretation eines Chorwerks, das auf dem Wettbewerb uraufgeführt wurde (Carl-Orff-Stiftung)

- 2006: Deutscher Chorwettbewerb 2006 in Kiel
  - 1. Preis in der Kategorie A.1 (Gemischter Kammerchor) mit „hervorragendem Erfolg teilgenommen“

- 2005: Landes-Chorwettbewerb NRW 2005 in Siegen
  - 1. Preis in der Kategorie A.1 (Gemischter Kammerchor) mit „hervorragendem Erfolg teilgenommen“

- 2003: Internationaler Belgischer Chorwettbewerb in Maasmechelen 2003
  - 2. Preis in der Kategorie gemischter Chor

- 2002: Finalteilnahme beim 6. Deutschen Chorwettbewerb in Osnabrück

- 2001: Landes-Chorwettbewerb NRW 2001 in Hamm
  - 1. Preis in der Kategorie A.1 (Gemischter Chor, offene Kategorie) mit „hervorragendem Erfolg teilgenommen“

## Diskografie
- 2015 Wilhelm Berger: Sturmesmythe, A-cappella-Chorwerke der Romantik, Spektral Records
- 2013 Otto Nicolai: Messe in D-Dur, Deutsche Liturgie, Psalmen und A-cappella-Werke, Carus 83.341
- 2012 Johann Sebastian Bach: Messe in h-Moll, nach der neu revidierten Bach-Ausgabe von 2010, Spektral Records
- 2011 Stimmenwelten – Himmelsstimmen, Kultursommer Rheinland-Pfalz, Ersteinspielung Bob Chilcott „The Bread of Life“
- 2009 Albert Becker: Bleibe, Abend will es werden, Carus 83.438
- 2008 Turn Darkness into Light, A-cappella-Chorwerke von Mäntyjärvi, Elgar, Kverno, Buchenberg, u. a., Spektral Records
- 2006 Lay a Garland, A-cappella-Chorwerke von Brahms, Pearsall, Rheinberger, u. a.

## Radioproduktionen
(Auswahl)
- 2013

Radio-Produktion WDR mit Geistlicher Chormusik von Franz Wüllner
- 2011

„Let the Peoples Sing“
WDR-Live-Übertragung
- 2004

Rundfunkmitschnitt des WDR („True & False Unicorn“ von Einojuhani Rautavaara)